# Župnija Trebnje
Župnija Trebnje je rimskokatoliška teritorialna župnija dekanije Trebnje škofije Novo mesto.
Župnijska cerkev je cerkev Marije Vnebovzete.
Do 7. aprila 2006, ko je bila ustanovljena škofija Novo mesto, je bila župnija del nadškofije Ljubljana.